# 村田洋二郎
村田 洋二郎（むらた ようじろう、1980年7月11日 - ）は、俳優。
埼玉県出身。
AND ENDLESS、Office ENDLESSに所属。オフィス・メイと業務提携。妻は同劇団の女優、田中良子。

## 経歴、人物
2003年、AND ENDLESS入団。入団前からアンサンブルとして同劇団に参加。
2014年、同劇団の女優、田中良子と結婚。

## 出演作品

### AND ENDLESS公演
- 入団よりAND ENDLESSの公演に多数出演

### 外部出演
2002年
- icecream happy「monography」（2月、アイピット目白） - 住吉一太郎 役
- JAM Studio first ACT A-side「蒼く燃ゆ〜真説・天草騒乱〜」（9月、中野ウエストエンドスタジオ） - 渡辺治助 役

2004年
- 楽天舞隊「拳法魂～ジャスティス・チーム～」（12月、中野ザ・ポケット）

2005年
- Project Jesus Vol.1「ジーザス・クライスト・レディオ・スター」（6月、恵比寿エコー劇場）
- サンディ企画舞台「飛行機雲〜DJから特攻隊へ愛を込めて〜」（8月、シアターサンモール） - 涌田一郎 役

2006年
- Project Jesus Vol.2 「ジーザス・クライスト・サムライ・スター」（12月、笹塚ファクトリー） - 新貝弥七郎 役

2007年
- ダイスプロデュース「ひみつきち」（3月、赤レンガ倉庫ホール） - 恭也 役
- project jesus vol.3「ジーザス・クライスト・レディオ・スター」（6月、東京芸術劇場） - 森永明治 役
- icecream happy「ゆめゆめこのじ」（10月11日 - 17日、笹塚ファクトリー）

2008年
- ダイスプロデュース「となりの守護神」（2月1日 - 7日、シアターサンモール） - ヘクター 役
- project jesus vol.4「ジーザス・クライスト・レディオ・スター」（6月11日 - 15日、東京芸術劇場 シアターウエスト） - 森永明治 役

2009年
- Project Jesus vol.5「ジーザス・クライスト・サムライ・スター」（2月、笹塚ファクトリー） - 新貝弥七朗 役
- 舞台「戦国BASARA」（7月3日 - 12日、シアターGロッソ） - 猿飛佐助 役[1]
- 日仏交流150周年記念公演「ムーラン・ドゥ・ラ・ギャレット」（9月5日 - 12日、日本青年館 大ホール） - ジョルジュ・スーラ 役

2010年
- GARNET OPERA（3月15日 - 25日、シアタークリエ） - 上杉謙信 役
- 舞台「戦国BASARA」～蒼紅共闘～（4月9日 - 18日、サンシャイン劇場） - 猿飛佐助 役[2]

2011年
- 深説・八犬伝～村雨恋奇譚～（2月11日 - 24日、シアタークリエ）
- RAGTIME S&D session1『NEW WORLD』 『ESORA』（6月8日 - 12日、俳優座劇場）
- 舞台「戦国BASARA3」（10月24日 - 30日、シアターGロッソ） - 猿飛佐助 役

2012年
- RE-INCARNATION（2月10日 - 19日、全労済ホール スペース・ゼロ） - 張飛益徳 役

- 舞台「戦国BASARA2」（5月11日-15日、ル・テアトル銀座 / 5月19日 - 20日、シアターBRAVA！ / 6月2日 - 3日、中日劇場） - 猿飛佐助 役
- 舞台「戦国BASARA3-瀬戸内饗嵐-」（11月2日 - 11日、TOKYO DOME CITY HALL / 11月16日 - 18日、シアターBRAVA！） - 猿飛佐助 役
- 舞台「一騎当千」（11月30日 - 12月9日、博品館劇場） - 夏侯惇元譲 役[3]

2013年
- D'TOT 5th act「FROGー新撰組寄留記ー」（2月1日 - 4日、六行会ホール） - 土方歳三 役
- 舞台「戦国BASARA3 宴」（5月10日 - 19日、日本青年館 大ホール） - 猿飛佐助 役[4]
- RE-INCARNATION（8月15日 - 22日、全労済ホール スペース・ゼロ） - 張飛益徳 役
- RE-INCARNATION　RE-BIRTH（9月12日 - 16日、シアター1010） - 張飛益徳 役
- 舞台「戦国BASARA3 宴弐」‐凶王誕生×深淵の宴‐（11月1日 - 10日、TOKYO DOME CITY HALL / 11月15日 - 17日、中日劇場 / 11月22日 - 24日、メルパルク大阪） - 猿飛佐助 役[5]

2014年
- REVELATION GARDEN -スパルタクスの反乱-（2月22日 - 3月2日、サンシャイン劇場）

- 舞台「戦国BASARA3-咎狂わし絆-」（4月25日 - 5月6日、EX THEATER ROPPONGI / 5月10日 - 11日、中日劇場 / 5月15日 - 18日、シアターBRAVA！） - 猿飛佐助 役[6]
- 舞台「戦国BASARA4」（10月31日 - 11月9日、TOKYO DOME CITY HALL / 11月22日 - 24日、キャナルシティ劇場 / 11月27日 - 30日、森ノ宮ピロティホール / 12月5日 - 7日、中日劇場） - 猿飛佐助 役[7]
- RE-INCARNATION RE-VIVAL（12月19日 - 29日、全労済ホール スペース・ゼロ / 2015年1月10日 - 11日、サンケイホールブリーゼ） - 張飛益徳 役

2015年
- 桜の森の満開の下
- 仄々明晰夢
- 四谷怪談
- RE-INCARNATION RE-SOLVE（12月24日 - 12月29日、全労済ホール スペース・ゼロ / 2016年1月9日 - 10日、サンケイホールブリーゼ / 年1月14日 - 18日、シアター1010） - 張飛益徳 役

2016年
- ジーザス・クライスト・サムライスター ～殿中でござる！～（2月24日 - 28日、全労済ホール スペース・ゼロ） - 畠山義寧 役
- 舞台「クジラの子らは砂上に歌う」（4月14日 - 19日、AiiA 2.5 Theater Tokyo） - マソオ 役
- ホチキスプロデュース「HUNGRY～伝説との距離～」（7月21日 - 24日、CBGKシブゲキ!!） - 寿中尉 役
- ディスグーニー「Sin of Sleeping Snow」（6月9日 - 12日、Zeppブルーシアター六本木） - 馬場信春 役
- もののふシリーズ「瞑るおおかみ黒き鴨」（9月1日 - 22日、天王洲 銀河劇場 他） - 松平容保 役
- L&L企画「コウの花嫁」（10月26日 - 30日、全労済ホール／スペース・ゼロ） - マルコ 役

2017年
- 龍よ、狼と踊れ～ Dragon,Dance with Wolves～（3月8日 - 20日、CBGKシブゲキ!!） - 石川五右衛門 役
- ディスグーニー「From Three Sons of Mama Fratelli」（6月9日 - 7月2日、Zeppブルーシアター六本木 他）
- 舞台 煉獄に笑う（8月24日 - 9月10日、サンシャイン劇場 他） - 羽柴秀吉 役

2018年
- 龍よ、狼と踊れ～Dragon,Dance with Wolves～ ～草莽の死士～（3月21日 - 4月1日、紀伊國屋サザンシアター TAKASHIMAYA） - 吉田松陰 役
- 舞台 クジラの子らは砂上に歌う 再演（1月25日 - 2月4日、AiiA 2.5 Theater Tokyo 他） - マソオ 役
- 舞台 ジョーカー・ゲームII（6月14日 - 26日、シアター1010 他） - ヨーゼフ・ゲッベルス 役
- 舞台「野球」飛行機雲のホームラン（7月27日 - 8月26日、サンシャイン劇場 他） - 穂積大輔 役
- bpm本公演「聖の夜」（12月5日 - 12日、六本木トリコロールシアター） - 照井浩樹 役
- RE-INCARNATION RE-COLLECT（12月20日 - 27日、全労済ホール スペース・ゼロ） - 張飛益徳 役

2019年
- 舞台劇 からくりサーカス（1月10日 - 20日、新宿FACE） - フェイスレス 役
- DisGOONie Presents Vol.5「PHANTOM WORDS」（3月15日 - 24日、ヒューリックホール東京） - 樊カイ 役
- DisGOONie Presents Vol.6 舞台「PANDORA」（7月11日 - 17日、こくみん共済 coopホール／スペース・ゼロ） - ジョリー・ロジャー 役
- ミュージカル アルスラーン戦記（9月5日 - 16日、 COOL JAPAN PARK OSAKA TTホール 他） - キシュワード 役
- 舞台劇 からくりサーカス ～デウス・エクス・マキナ（機械仕掛けの神）編～（10月10日 - 19日、新宿FACE） - フェイスレス 役
- 舞台 巌窟王 Le theatre（12月20日 - 28日、こくみん共済 coopホール／スペース・ゼロ） - ダングラール男爵 役

2020年
- 音楽劇 『モンテ・クリスト伯』～黒き将軍とカトリーヌ～（8月18日 - 23日、明治座） - ダングラール 役

2021年
- 舞台「憂国のモリアーティ」case 2（7月23日 - 8月1日、新国立劇場 中劇場） - ジョージ・レストレード 役
- DisGOONie Presents Vol.10 舞台『MOTHERLAND』（12月3日 - 19日、明治座 / 森ノ宮ピロティホール） - 李牧 役[8]

2024年
- 舞台「ヴィンランド・サガ」〜海の果ての果て 篇〜・〜英雄復活 篇〜（2024年4月19日 - 29日、こくみん共済 coop ホール/スペース・ゼロ） - フローキ 役[9]
- 舞台「野球」飛行機雲のホームラン 〜Homerun of Contrail（2024年6月22日 - 7月7日、天王洲 銀河劇場 他） - 菊池勘三 役[10][11]
- 舞台「7SEEDS〜春の章〜」（2024年12月20日 - 29日、こくみん共済 coop ホール/スペース・ゼロ） - 柳踏青 役[12]

2025年
- DisGOONie Presents Vol.10 舞台「恋ひ付喪神ひら」（2025年6月6日 - 15日、シアターH）- 三好長慶 役[13]

### TV
- 関口さん1 - メインパーソナリティ（2007年4月 - 2008年3月）

- 万田TV - メインパーソナリティ（2008年4月 - 8月）

- 万田TV - 万田コウジロウ 役（2009年4月 - ）

- BS朝日オリジナルドラマ「7万人探偵ニトベ」（2009年4月30日）
- テレビ朝日「特捜9 season6」第7話 - 中山英徳 役（2023年5月17日）

- Qrosの女 スクープという名の狂気 第5話（2024年11月4日、テレビ東京）

### CM
- Info-CX「BOOK OFF〜ちゃっかりものの彼女編」（2005年12月）

### スチール
- 全日本宝くじ協会〜「大人になったら宝くじ編」（2006年）